# Eeriksaare poolsaar
Eeriksaare poolsaar (poolsaar = Halbinsel) ist eine Halbinsel in der Landgemeinde Saaremaa im Kreis Saare auf der größten estnischen Insel Saaremaa. Die Halbinsel bildet die Grenze zwischen den Buchten Atla laht und Kuusnõmme laht. Die Halbinsel befindet sich im Nationalpark Vilsandi. Auf der Halbinsel liegt der See Lahuksi järv und in der Nähe der Halbinsel befindet sich der Ort Eeriksaare.
Die Halbinsel ist 5,7 Kilometer lang und 1,9 Kilometer breit. Die Halbinsel Tallesäär geht von Eeriksaare ab.